# NGC 668

NGC 668

NGC 668 في الفهرس العام الجديد، هي مجرة، تقع في كوكبة المرأة المسلسلة. اكتشفت في 4 ديسمبر 1880 بواسطة إدوارد ستيفان.

## روابط خارجية
- NGC 668 على موقع ويكي سكاي: DSS2, SDSS, GALEX, IRAS, Hydrogen α, X-Ray, Astrophoto, Sky Map, Articles and images